# Hadbjerg Sogn
Hadbjerg Sogn er et sogn i Favrskov Provsti (Århus Stift).
I 1800-tallet var Hadbjerg Sogn anneks til Ødum Sogn. Begge sogne hørte til Galten Herred i Randers Amt. Hadbjerg Sogn tilhørte Ødum-Hadbjerg Kommune fra 1842 til 1966 og Hadsten Kommune fra 1966 til 2006. Hadsten Kommune indgik ved strukturreformen i 2007 i Favrskov Kommune.
I Hadbjerg Sogn ligger Hadbjerg Kirke.
I sognet findes følgende autoriserede stednavne:
- Hadbjerg (bebyggelse, ejerlav)
- Kollerup (ejerlav, landbrugsejendom)
- Tinghøj (areal)